# Општина Равно
Општина Равно је јединица локалне самоуправе на крајњем југу Херцеговине, у саставу Федерације БиХ. Припада Херцеговачко-неретванском кантону. Седиште општине је насељено место Равно. До рата у Босни и Херцеговини, налазила се у саставу општине Требиње.

## Насељена места
Општина Равно обухвата 54 насељена места. Према попису из 2013. године Срби су били већина у 22 насеља, Хрвати у 14, док је 18 насеља било без становника. Међуентитетском линијом између општине Равно и града Требиња је подељено 17 насеља.
| - Баљивац - Баонине - Беленићи - Бобовишта - Величани - Веља Међа - Влака - Вуковићи - Главска - Гола Главица - Голубинац - Горогаше - Гребци - Грмљани - Дврсница - Диклићи - Завала - Заградиње | - Запланик - Зачула - Иваница - Калађурђевићи - Кијев До - Кликовићи - Котези - Крајковићи - Кутина - Лушница - Мрњићи - Невада - Неновићи - Орах - Орахов До - Орашје Попово - Пољице Чичево - Просјек | - Равно - Рапти Бобани - Рупни До - Седлари - Славогостићи - Сливница Бобани - Сливница Површ - Спарожићи - Струјићи - Требимља - Трнчина - Ускопље - Церовац - Цицрина - Чаваш - Чваљина - Чопице - Шћеница Бобани |

## Становништво
Према попису становништва из 2013. године у општини је живело 3.219 становника. Већина се изјаснила као Хрвати којих је било 81,8%, затим следе Срби са 17,3% и Бошњаци са 0,6% становништва. Срби су чинили већину на 40,1% територије општине. На бирачки списак за локалне изборе 2016. године било је уписано 1.425 бирача.
| Национални састав према попису из 2013. године‍ | Национални састав према попису из 2013. године‍ | Национални састав према попису из 2013. године‍ | Национални састав према попису из 2013. године‍ | Национални састав према попису из 2013. године‍ |
| ---------------------------------------------- | ---------------------------------------------- | ---------------------------------------------- | ---------------------------------------------- | ---------------------------------------------- |
|                                                |                                                |                                                |                                                |                                                |
| Хрвати                                         | Хрвати                                         |                                                | 2.633                                          | 81,80%                                         |
| Срби                                           | Срби                                           |                                                | 558                                            | 17,33%                                         |
| Бошњаци                                        | Бошњаци                                        |                                                | 20                                             | 0,62%                                          |
| остали и непознато                             | остали и непознато                             |                                                | 8                                              | 0,25%                                          |

На попису становништва из 1991. године, на простору данашње општина Равно, било је 1.795 становника, а већину су чинили Срби. За време рата у Босни и Херцеговини Срби су избегли углавном у Требиње. Касније се један део Срба вратио.
| Национални састав према попису из 1991. године‍ | Национални састав према попису из 1991. године‍ | Национални састав према попису из 1991. године‍ | Национални састав према попису из 1991. године‍ | Национални састав према попису из 1991. године‍ |
| ---------------------------------------------- | ---------------------------------------------- | ---------------------------------------------- | ---------------------------------------------- | ---------------------------------------------- |
|                                                |                                                |                                                |                                                |                                                |
| Срби                                           | Срби                                           |                                                | 937                                            | 52,2%                                          |
| Хрвати                                         | Хрвати                                         |                                                | 804                                            | 44,8%                                          |
| Муслимани                                      | Муслимани                                      |                                                | 21                                             | 1,2%                                           |
| остали                                         | остали                                         |                                                | 33                                             | 1,8%                                           |

Равно је до 1963. године било седиште општине, тада је општина имала нешто другачији састав насеља. Године 1963. се општина укида и припаја се општини Требиње, којој је и гравитирала.

## Политичко уређење

### Општинска администрација
Начелник општине представља и заступа општину и врши извршну функцију у Равном. Избор начелника се врши у складу са изборним Законом Федерације БиХ и изборним Законом БиХ. Општинску администрацију, поред начелника, чини и скупштина општине. Институционални центар општине Равно је насеље Равно, гдје су смјештени сви општински органи.
Начелник општине Равно је Андрија Шимуновић испред Хрватске демократске заједнице БиХ, који је на ту функцију ступио након локалних избора у Босни и Херцеговини 2020. године. Састав скупштине Општине Равно је приказан у табели.

## Знаменитости
На територији општине Равно налази се туристичко насеље Иваница. Она је врло атрактивна због величанственог погледа на море али и због непосредне близине Требиња и Дубровника. Од мора је удаљена 5 км, од Дубровника 8 км, а од Требиња 15 км. Пре рата Иваница је била позната и као ваздушна бања, а своје викендице ту су имале особе из целе бивше Југославије. На територији Иванице су снимани вестерн филмови о Винетуу.